# Ідічел
Ідічел (рум. Idicel) — село у повіті Муреш в Румунії. Входить до складу комуни Бринковенешть.
Село розташоване на відстані 286 км на північ від Бухареста, 39 км на північний схід від Тиргу-Муреша, 93 км на схід від Клуж-Напоки, 146 км на північний захід від Брашова.

## Населення
За даними перепису населення 2002 року у селі проживали 479 осіб. Рідною мовою 478 осіб (99,8%) назвали румунську.
Національний склад населення села:
| Національність | Кількість осіб | Відсоток |
| -------------- | -------------- | -------- |
| румуни         | 444            | 92,7%    |
| цигани         | 35             | 7,3%     |